# Trovarsi ancora
Trovarsi ancora ('Til We Meet Again) è un film del 1940 diretto da Edmund Goulding.
È un film drammatico a sfondo romantico statunitense con Merle Oberon, George Brent e Pat O'Brien. È un remake di Amanti senza domani del 1932 (da cui fu tratto ancora un altro remake nel 1954, il film messicano El valor de vivir).

## Produzione
Il film, diretto da Edmund Goulding su una sceneggiatura di Warren Duff e un soggetto di Robert Lord, fu prodotto da Jack L. Warner e, come produttore associato, David Lewis per la Warner Bros. (la produzione è accreditata nei titoli come "A Warner Bros.--First National Picture") e girato nei Warner Brothers Burbank Studios a Burbank, California, dal 4 dicembre 1939. Il titolo di lavorazione fu  We Shall Meet Again.

## Distribuzione
Il film fu distribuito con il titolo 'Til We Meet Again negli Stati Uniti dal 20 aprile 1940 (première a New York il 13 aprile) al cinema dalla Warner Bros.
Altre distribuzioni:
- in Australia il 4 luglio 1940
- in Svezia il 10 ottobre 1940 (Tills vi mötas igen...)
- in Finlandia il 2 marzo 1941 (Tapaamme jälleen)
- in Ungheria il 21 aprile 1941 (Halálraítéltek)
- in Portogallo il 25 gennaio 1944 (O Último Encontro)
- in Francia il 26 marzo 1947 (Voyage sans retour)
- in Belgio (Tot weerzien e Voyage sans lendemain)
- in Brasile (O Último Encontro)
- in Spagna (Viaje sin retorno)
- in Grecia (Taxeidi horis telos)
- in Italia (Trovarsi ancora)
- nei Paesi Bassi (Tot wederziens)

## Critica
Secondo il Morandini il film è uno "stolido remake di Amanti senza domani".

## Promozione
La tagline è: FOUR WEEKS IN WHICH TO LIVE - an eternity in which to die. One of the grandest screen treats..